# Ellen Levertin

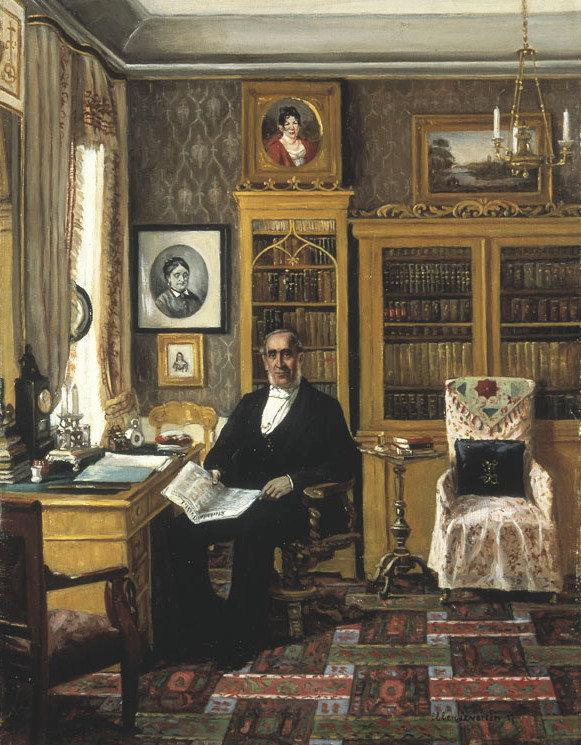
Jacob Levertin målad i sitt hus på Skeppsbron 44 av dottern Ellen år 1887. Målningen tillhör Stockholms stadsmuseum

Ellen Aurora Levertin, född den 1 maj 1847 i Stockholm, död där den 31 juli 1911, var en svensk konstnär.
Hon tillhörde den judiska släkten Levertin som dotter till läkaren Jacob Levertin och Beate Charlotte Philipson, syster till läkaren Alfred Levertin samt kusin till författaren Oscar Levertin. Ellen Levertin medverkade under 1880-talet i ett stort antal utställningar på skilda håll i Sverige. Hon deltog i samlingsutställningar arrangerade av Konstföreningen för södra Sverige, Bohusläns konstförening och Norrlands konstförening. Vid sidan av sitt eget skapande ägnade hon sig åt att kopiera andra mästares verk där hennes mest kända arbete är en kopia av Gustav III:s porträtt som donerades till Musikaliska akademien av Oscar II.